# Lockwood & Co. (sèrie de televisió)
Lockwood & Co. és una sèrie de televisió britànica de thriller detectiu desenvolupada per Joe Cornish per a Netflix basada en la sèrie de llibres del mateix nom de Jonathan Stroud. Consta de vuit episodis, es va estrenar el 27 de gener de 2023. Segueix la trama dels dos primers llibres, The Screaming Staircase i The Whispering Skull. Ha estat subtitulada al català.

## Sinopsi
Situat en un una versió alterna de la Gran Bretanya actual, la població es veu afectada constantment pel "Problema": des de fa 50 anys, els fantasmes han estat atemorint a les persones, tenint aquests un tacte mortal; d'aquesta manera, el desenvolupament tecnològic s'ha posat en pausa.
Per tal de resoldre el problema que generen les presències sobrenaturals en la vida de la gent, es creen les agències de caça de fantasmes, agents de les quals són nens i adolescents, els únics capaços de veure, sentir o escoltar aquests éssers.
La sèrie segueix la història de Lucy Carlyle, una jove oient de gran talent que es veu obligada a marxar del seu poble i l'agència en la qual treballava després d'un fatídic incident. Així, després d'escapar-se a Londres i quedar-se sense opcions de treball, Carlyle s'uneix a Lockwood&Co, una petita agència el cap de la qual és Antony Lockwood. En aquesta agència i juntament amb George Karim, els adolescents viuran una gran sèrie d'aventures i experiències sobrenaturals relacionades amb "El Problema".

## Repartiment

### Repartiment principal
- Ruby Stokes com a Lucy Carlyle, "oient" de gran talent que va ser introduïda en el món de la caça de fantasmes per obligació de la seva mare i obligada a fugir de casa després de la tragèdia que va acabar la vida dels membres del seu primer equip.
- Cameron Chapman com a Anthony Lockwood, propietari de la companyia de caça de fantasmes "Lockwood&Co". Orfe en tota la durada de la sèrie, és el propietari de la casa on es situa l'agència, en número 35 de "Portland Row".
- Ali Hadji-Heshmati com a George Karim, cap de recerca i investigació de l'agència. De caràcter tímid però amb una gran intel.ligència, va ser acomiadat de l'agència Fittes pel seu caràcter curiós.

### Secundaris i convidats
- Michael Clarke com a Skull
- Ivanno Jeremiah com a Inspector Barnes
- Luke Treadaway com a The Golden Blade
- Morven Christie com a Penelope Fittes
- Jack Bandeira com a Quill Kipps
- Ben Crompton com a Julius Winkman
- Hayley Konadu com a Flo Bones
- Rhianna Dorris com a Kat Godwin
- Paddy Holland com a Bobby Vernon
- Rico Vina com a Ned Shaw[4]
- Louise Brealey com a Pamela Joplin
- Nigel Planer com a Sir John Fairfax

## Capítols
| Núm. | Títol                  | Direcció           | Guió                       | Data d'estrena original |
| ---- | ---------------------- | ------------------ | -------------------------- | ----------------------- |
| 1    | «This Will Be Us»      | Joe Cornish        | Joe Cornish                | 27 de gener de 2023     |
| 2    | «Let Go of Me»         | William McGregor   | Joy Wilkinson i Kara Smith | 27 de gener de 2023     |
| 3    | «Doubt Thou the Stars» | William McGregor   | Ed Hime                    | 27 de gener de 2023     |
| 4    | «Sweet Dreams»         | William McGregor   | Ed Hime                    | 27 de gener de 2023     |
| 5    | «Death Is Coming»      | Catherine Morshead | Joy Wilkinson              | 27 de gener de 2023     |
| 6    | «You Never Asked»      | Catherine Morshead | Joy Wilkinson              | 27 de gener de 2023     |
| 7    | «Mesmerised»           | Catherine Morshead | Ed Hime                    | 27 de gener de 2023     |
| 8    | «Not the Eternal»      | Joe Cornish        | Joe Cornish                | 27 de gener de 2023     |